# Chiesa di San Paolo (Ferrara)
La chiesa di San Paolo si trova a Ferrara in angolo tra corso Porta Reno 60 e piazzetta Alberto Schiatti. Viene definita il pantheon della città poiché ospita le sepolture di illustri personaggi di cultura ferraresi.

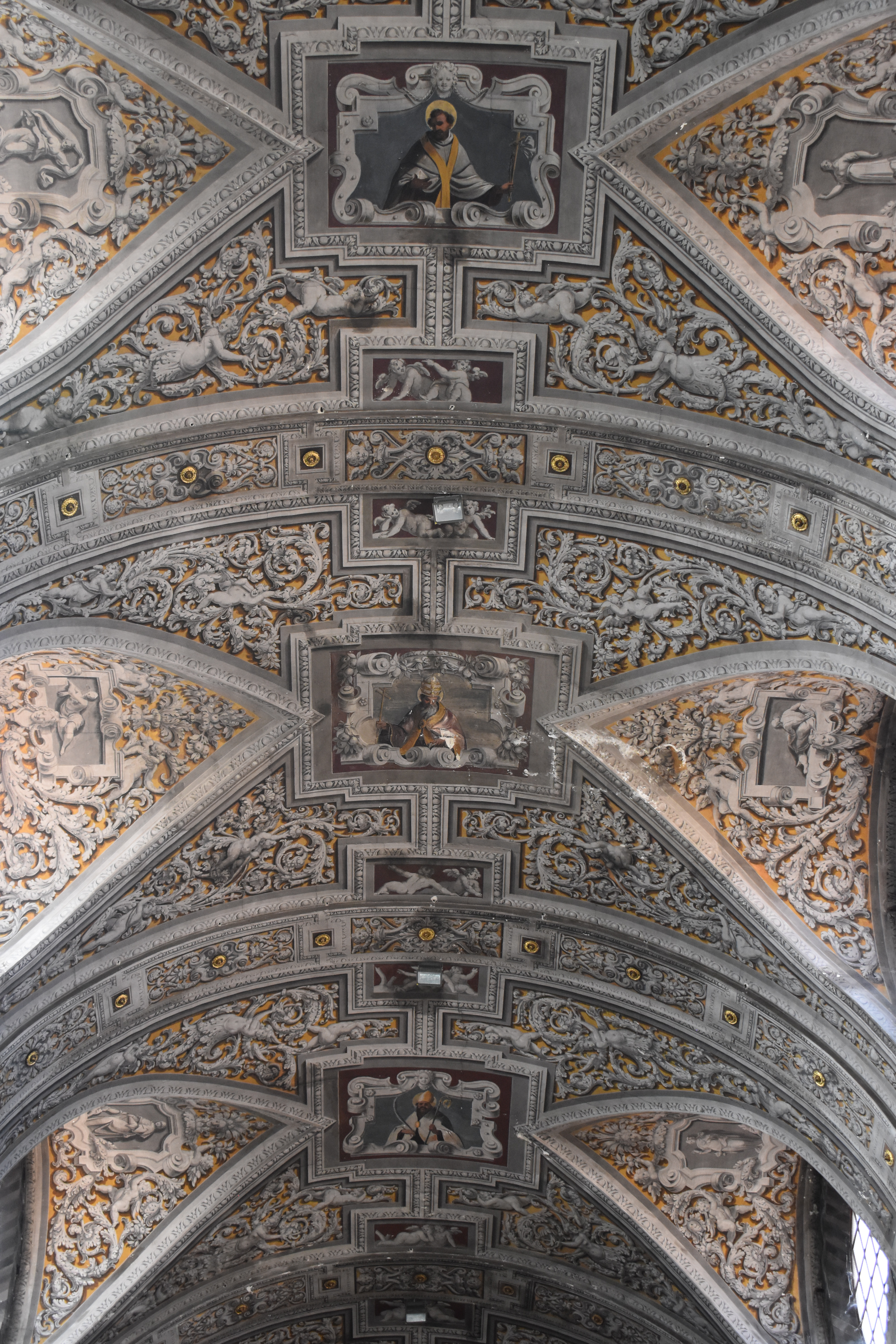
Il soffitto affrescato della navata centrale

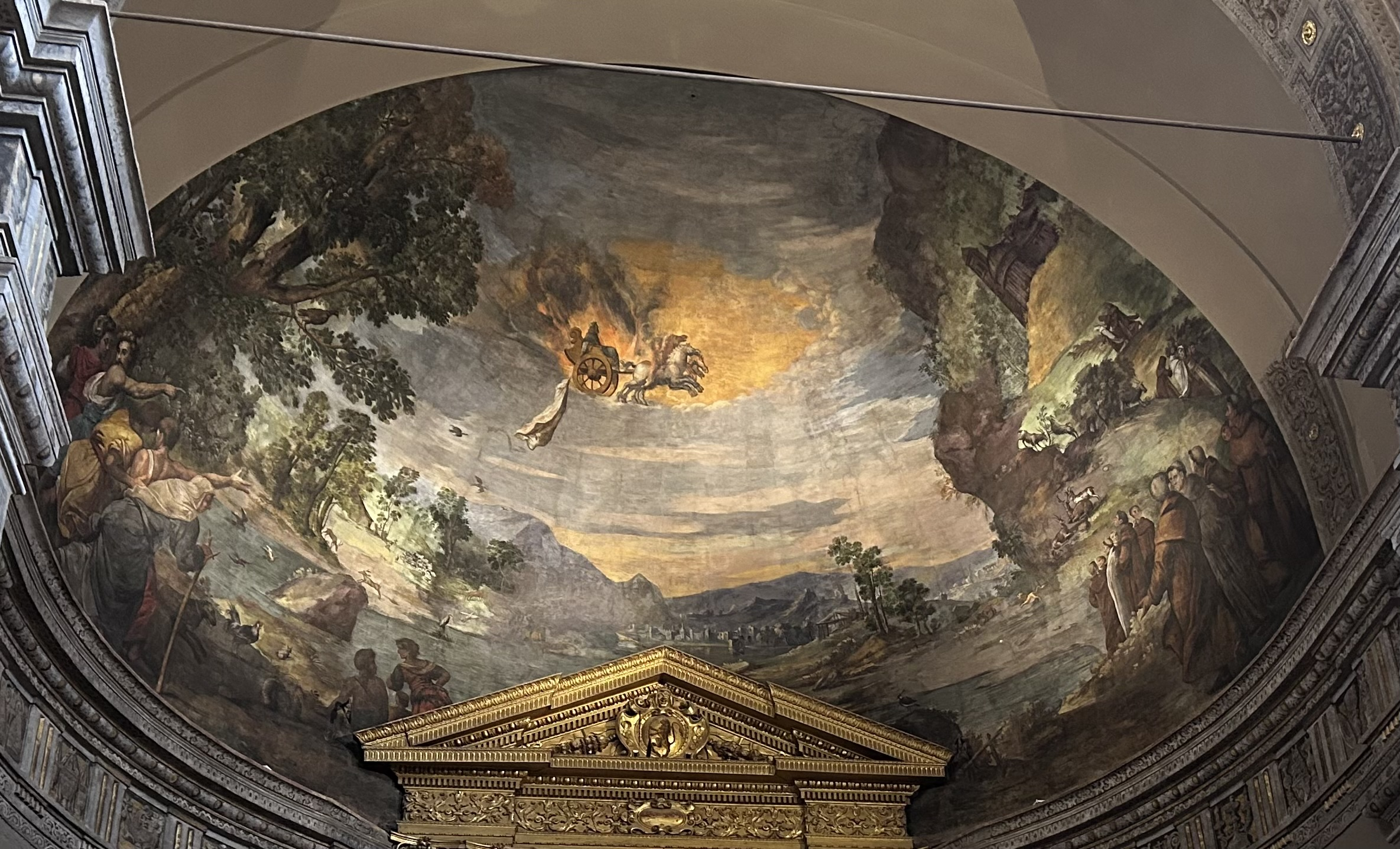
Scarsellino, Elia rapito al cielo sul carro di fuoco, (1592 c.) abside

## Storia
La chiesa di San Paolo fu edificata nel X secolo ed ebbe fin dalle origini la funzione di parrocchia, affidata dal 1295 all'Ordine della Beata Vergine del Monte Carmelo.
Grazie alla posizione urbanistica favorevole, adiacente al centro cittadino e ad importanti strade commerciali, divenne parrocchia della corte estense. 
Dal 1301, grazie a lasciti cospicui, i Carmelitani finanziarono opere di ampliamento ed abbellimento dell'edificio tra cui la costruzione dei due chiostri nei secoli XIV e XV. Questi, distrutti da un incendio, furono ristrutturati, come appaiono ancora oggi, in epoca rinascimentale.
Il terremoto di Ferrara del 1570 rese necessaria la ricostruzione dell'intera chiesa, fatto salvo per il muro destro adiacente al chiostro, che ancora oggi conserva alcuni brani di affreschi facenti parte dell'edificio primitivo.
I lavori furono affidati all'architetto Alberto Schiatti ed eseguiti secondo le norme vigenti della Controriforma. Alfonso II d'Este posò la prima pietra del nuovo tempio nel 1575 che fu riconsacrato nel 1611. Il monastero dei Carmelitani fu ampliato fino a tutto il XVII secolo fino ad occupare l'intero isolato. 
Fra il 1797 ed il 1798, con l'occupazione napoleonica, i monaci furono trasferiti presso la Certosa ed il monastero adibito a carcere fino al 1912. La parrocchiale rimase aperta al culto. Sconvolti dalle distruzioni belliche il convento ed i chiostri furono restaurati a partire dal 1968 e destinati ad ospitare alcuni uffici comunali.
La chiesa, chiusa nel 2007 e ulteriormente danneggiata dal terremoto dell'Emilia del 2012, dopo importanti interventi di restauro é dal 2024 di nuovo aperta al culto e ai visitatori.

## Descrizione

### Esterno

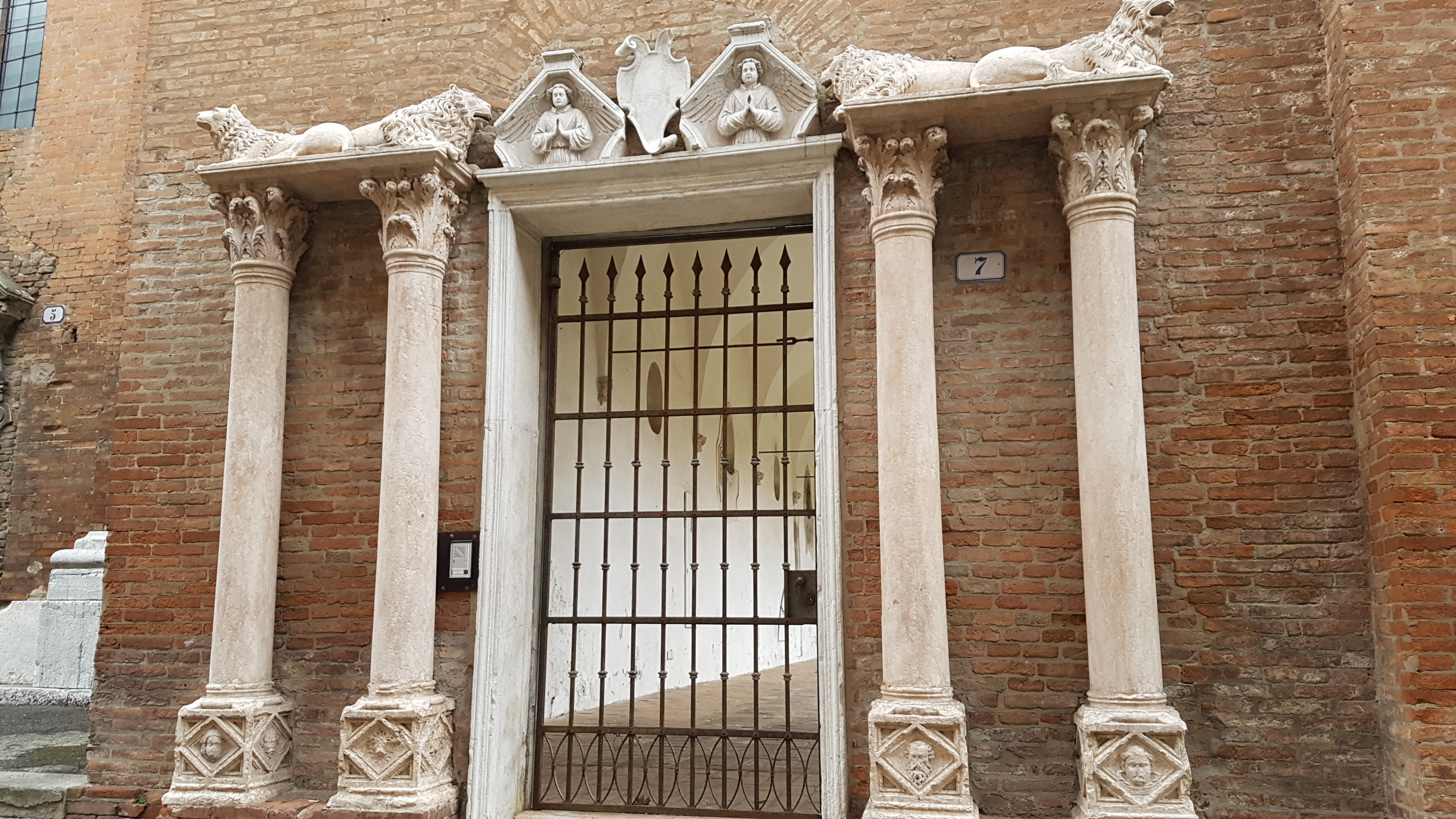
Portale del XV in stile veneziano. Accesso ai chiostri dell'ex convento.

L'esterno dell'edificio presenta linee architettoniche sobrie, mentre la facciata fu concepita secondo i canoni tardo rinascimentali locali, ispirati all'architettura sacra della Roma di fine '500, sostituendo il marmo con il tipico cotto ferrarese. Il fronte, scandito in tre campate da lesene binate su alto basamento lapideo è dotato di un maestoso portale centrale e due laterali con architravi marmorei. La campata centrale è sormontata da un corpo con timpano triangolare, raccordato mediante contrafforti a quattro pinnacoli posti alle estremità.
La torre gentilizia di epoca comunale appartenuta alla famiglia Leuti, che sorge in posizione arretrata rispetto alla basilica, fu adattata a campanile nel 1317 con l'apertura, nel XV secolo, delle bifore nella cella campanaria. A fianco della chiesa si trovano l'ex convento ed i due chiostri rinascimentali. Nel primo chiostro è conservato un affresco trecentesco raffigurante la Madonna. Il secondo chiostro racchiude al centro un pozzo monumentale.

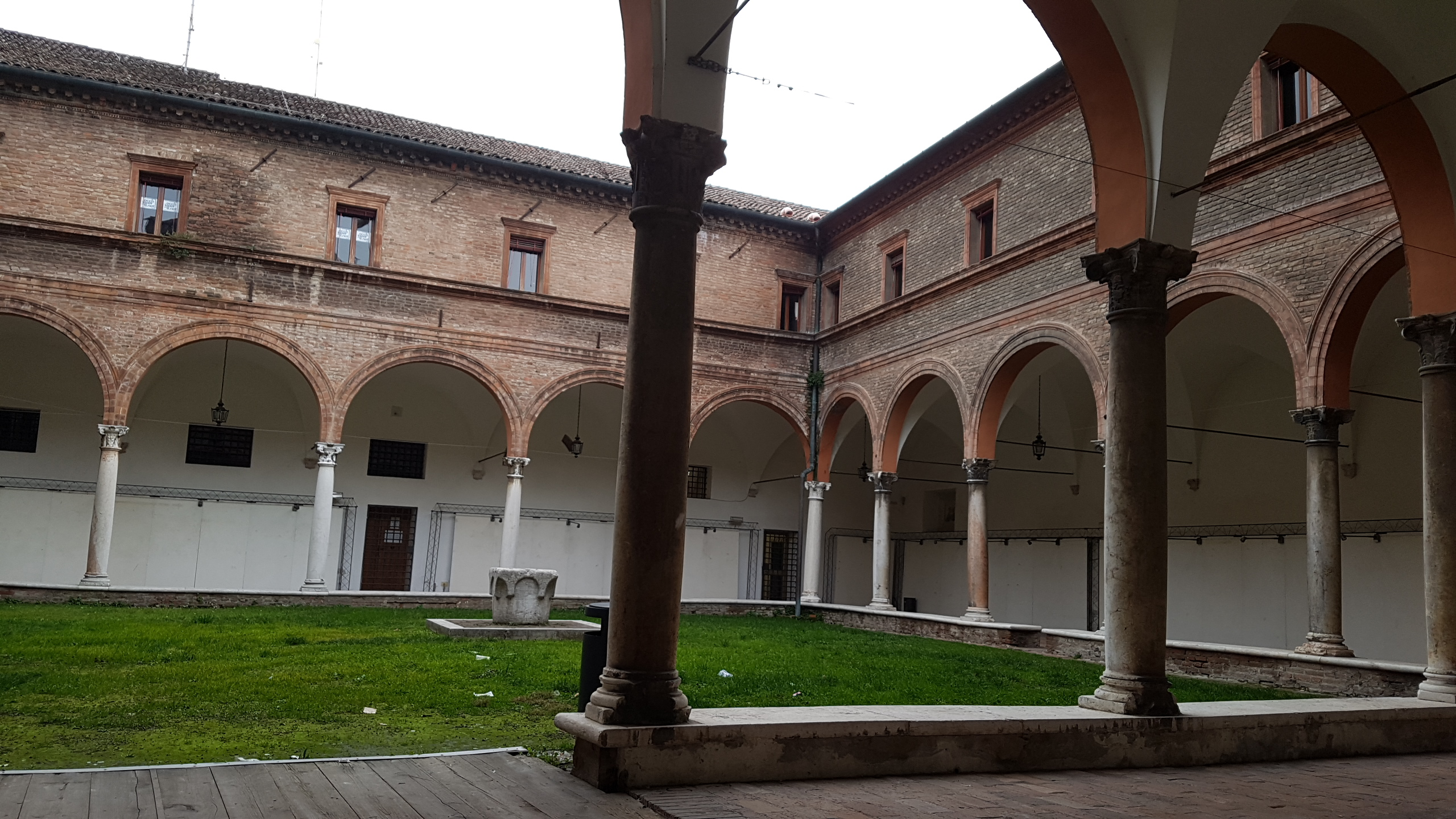
Primo chiostro

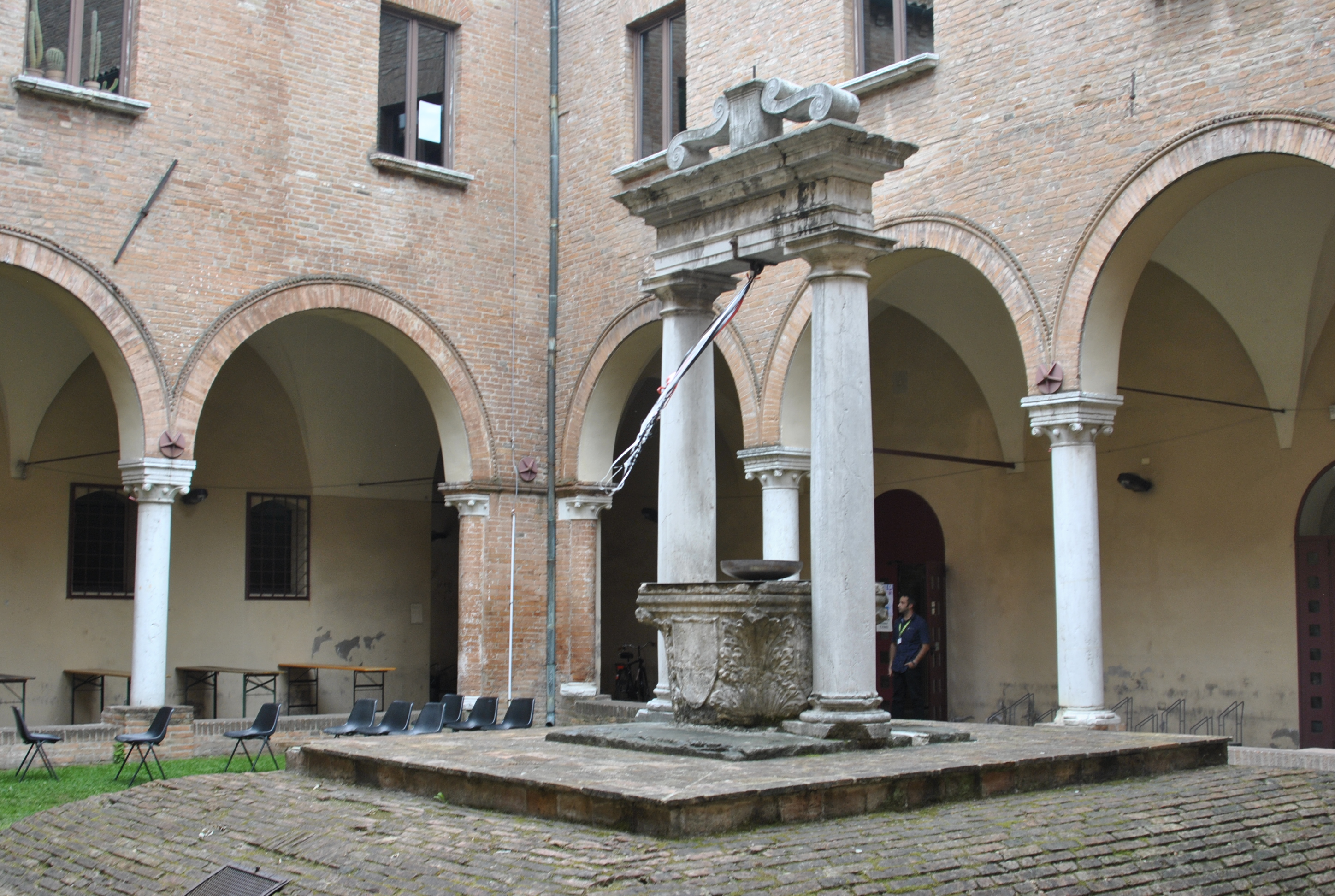
Secondo chiostro

### Interno
L'interno a croce latina con cupola è diviso in tre navate ed è interamente decorato da affreschi. Ospita nelle navate laterali e nel transetto opere pittoriche e scultoree eseguite tra il XVI ed il XVII secolo. 
Le figure di "Santi Carmelitani" nella volta della navata centrale sono opera dello Scarsellino, (XVI secolo).
La navata sinistra ospita la Discesa dello Spirito Santo (XVII secolo) dello Scarsellino (terza cappella), la Resurrezione (quarta cappella), la Sacra Notte, la Circoncisione, lo Sposalizio di santa Caterina di Sebastiano Filippi detto il Bastianino (quinta cappella).
Il transetto destro presenta la pala di San Girolamo di Girolamo da Carpi.
I Quattro Evangelisti nei pennacchi sono opera dello Scarsellino.
Nel presbiterio si trovano l'Adorazione dei Magi, la Conversione e la Decollazione di San Paolo di Domenico Mona (XVI secolo) e dello stesso autore la Gloria di San Paolo nella volta. L'affresco del catino absidale col Ratto di Elia (Elia rapito in cielo) è opera dello Scarsellino.
Nella navata di destra (terza cappella) vi sono la Natività del Battista, la Decapitazione del Battista, il Battesimo di Cristo dello Scarsellino e l'Annunciazione  ed il San Paolo del Bastianino (quinta cappella).
La chiesa, oltre ad ospitare le tombe di Guarino Veronese, di Luzzasco Luzzaschi, di Alberto Lollio e di Giovan Francesco de Grossi (detto Siface), conserva anche opere di Carlo Bononi e Giacomo Parolini, nonché sculture di Francesco Casella, Andrea Ferreri e Filippo Porri.

#### Organo
Nel transetto destro in cantoria si trova l'organo, costruito da Giovanni Cipri nel 1595 ed ampliato da Giovanni Chianei nel 1769.
Lo strumento, a trasmissione integralmente meccanica, ha consolle a finestra, con unica tastiera di 57 tasti con prima ottava scavezza e pedaliera a leggio scavezza di 18 note.